# Hermann Weissenborn (Instrumentenbauer)
Hermann C. Weissenborn (* 30. Juni 1863 in Hannover; † 30. Januar 1937 in Los Angeles) war ein deutschamerikanischer Instrumentenbauer, der vor allem für das nach ihm benannte Instrument (Weissenborn lap slide guitar) bekannt geworden ist.

## Leben
Weissenborn emigrierte um 1902 aus Deutschland, ließ sich zunächst in New York nieder und zog dann 1910 nach Los Angeles. In der Zeit von 1912 bis zu seinem Tod 1937 baute er in seiner dortigen Werkstatt Ukulelen, Gitarren und die von vielen professionellen Gitarristen gespielte Hawaii-Gitarre Weissenborn.  Bevor er als Witwer 1902 nach Amerika auswanderte war er 1898 in Hannover in der Ihmebrückstraße als Instrumentenbauer gemeldet. Im Jahr 1915  heiratete er Concepcion Ybarra, eine aus Mexiko stammende Haushälterin, die in ihrer Freizeit Gitarrenunterricht nahm. Durch sie lernte Weissenborn eine Hawaii-Gitarre kennen, die vom aus Norwegen stammenden Instrumentenbauer Chris Knutsen gebaut worden war. Er baute das Instrument zunächst nach und schließlich sollte daraus die durch einen hohlen Hals gekennzeichnete Weissenborn entstehen, die ihn später berühmt machte. Im Jahr 1921 zog der 31-jährige Sohn Friederich August aus Weissenborns erster Ehe zu seinem Vater nach Los Angeles und unterstützte diesen in dessen Instrumentenbauerwerkstatt. Der Sohn starb jedoch bereits im Jahr 1926.  
Hermann Weissenborn und seine Frau trennten sich im Jahre 1930 voneinander, allerdings ohne Scheidung. Die Ehe war kinderlos geblieben. Weissenborn starb am 30. Januar 1937 im Alter von 73 Jahren an Herzversagen. Seine Ehefrau, die später seinen Geschäftspartner Albert Kolb bei sich aufnahm, starb im Jahr 1961.
Das Wissen über Hermann Weissenborns Leben ist bislang jedoch lückenhaft. Manche schließen eine Herkunft Weissenborns aus dem Thüringer Holzland nicht aus, in dem es einen gleichnamigen Ort gibt.